# الدكستل (تشيشير)
الدكستل (بالإنجليزية: Oldcastle, Cheshire)‏ هي قرية وأبرشية مدنية تقع في المملكة المتحدة في إنجلترا. يقدر عدد سكانها بـ 54 نسمة .